# منتخب فرنسا لهوكي الحقل للرجال
منتخب فرنسا الوطني لهوكي الحقل للرجال (بالفرنسية: Équipe de France de hockey sur gazon)‏ هو ممثل فرنسا الرسمي في المنافسات الدولية في هوكي الحقل .